# Abu-l-Abbàs Abd-Al·lah ibn al-Mútazz
Abu-l-Abbàs Abd-Al·lah ibn al-Mútazz (àrab: أبو العباس عبد الله بن المعتز بالله, Abū l-ʿAbbās ʿAbd Allāh b. al-Muʿtazz bi-Llāh), més conegut simplement com a Ibn al-Mútazz (Samarra, 1 de novembre de 861 - Bagdad, 17 de desembre de 908), fou un príncep i poeta abbàssida que fou califa durant unes hores el desembre del 908 amb el nom d'al-Múntassif. Era net d'al-Mutawàkkil (†861) i de Kabiha i fill d'al-Mútazz (†869) i d'una dona probablement romana d'Orient. Va rebre una curosa educació i, en no tenir aspiracions polítiques, es va donar a la bona vida i a la poesia, en la que fou un personatge notable.
A la mort d'al-Muktafí (908) va participar en les intrigues de la cort, i a la proclamació del seu jove germà Jàfar (de 13 anys) conegut com al-Múqtadir (agost del 908) va entrar en un complot format per un grup d'oficials, jutges i funcionaris del govern oposats al nou califa que van oferir proclamar Ibn al-Mútazz com a califa. Aquest hi va donar el vistiplau amb la condició que no hi hagués vessament de sang. El visir al-Abbàs ibn al-Hàssan al-Jarjaraí oposat al complot, fou assassinat (17 de desembre del 908) i tot seguit Ibn al-Mútazz fou proclamat califa amb el nom de regne d'al-Múntassif. Però la guàrdia del califa va oposar una forta resistència als colpistes i després de rebutjar l'atac a palau van passar al contraatac cap a la casa d'Ibn al-Mútazz on aquest es trobava reunit amb els principals líders del cop. Els colpistes es van desbandar. Ibn al-Mútazz es va amagar a una casa de Bagdad però fou descobert i executat. Fou conegut com «el califa d'un dia».